# Пилот ТВ (телекомпания)

не стоить путать с Лётчик